# Тавісток (Нью-Джерсі)
Тавісток (англ. Tavistock) — місто (англ. borough) в США, в окрузі Кемден штату Нью-Джерсі. Населення — 9 осіб (2020).

## Географія
Тавісток розташований за координатами 39°52′35″ пн. ш. 75°1′41″ зх. д. / 39.87639° пн. ш. 75.02806° зх. д. (39.876482, -75.027979).  За даними Бюро перепису населення США в 2010 році місто мало площу 0,66 км², з яких 0,66 км² — суходіл та 0,01 км² — водойми. В 2017 році площа становила 0,71 км², з яких 0,71 км² — суходіл та 0,01 км² — водойми.

## Демографія
Згідно з переписом 2010 року, у селищі мешкало 5 осіб у 3 домогосподарствах у складі 2 родин. Було 3 помешкання
Расовий склад населення:
| - 100,0 % — білих |

До двох чи більше рас належало 0,0 %. Частка іспаномовних становила 0,0 % від усіх жителів.
За віковим діапазоном населення розподілялося таким чином: 0,0 % — особи молодші 18 років, 40,0 % — особи у віці 18—64 років, 60,0 % — особи у віці 65 років та старші. Медіана віку мешканця становила 66,3 року. На 100 осіб жіночої статі у селищі припадало 150,0 чоловіків;  на 100 жінок у віці від 18 років та старших — 150,0 чоловіків також старших 18 років.
Цивільне працевлаштоване населення становило 5 осіб. Основні галузі зайнятості: фінанси, страхування та нерухомість — 40,0 %, мистецтво, розваги та відпочинок — 40,0 %, науковці, спеціалісти, менеджери — 20,0 %.